# 줄무늬나무두더지
줄무늬나무두더지(Tupaia dorsalis)는 청서번티기과에 속하는 나무두더지의 일종이다. 보르네오섬의 토착종으로 인도네시아와 말레이시아에서 발견된다.